# Bilan saison par saison de l'AJ Auxerre
Cette page présente le bilan saison par saison de l'Association de la jeunesse auxerroise.

## Les premières saisons (1905-1914)
À la suite de sa fondation par l'Abbé Deschamps, l'AJ Auxerre s'affilie la Fédération gymnastique et sportive des patronages de France dans laquelle il remporte 10 éditions du championnat bourguignon.
| Saison    | Championnat     | Résultat  |
| --------- | --------------- | --------- |
| 1905-1906 | FGSPF Bourgogne | Vainqueur |
| 1906-1907 | FGSPF Bourgogne | Vainqueur |
| 1907-1908 | FGSPF Bourgogne | Vainqueur |
| 1908-1909 | FGSPF Bourgogne | Vainqueur |
| 1909-1910 | FGSPF Bourgogne | Vainqueur |
| 1910-1911 | FGSPF Bourgogne | Vainqueur |
| 1909-1910 | FGSPF Bourgogne | Vainqueur |
| 1911-1912 | FGSPF Bourgogne | Vainqueur |
| 1912-1913 | FGSPF Bourgogne | Vainqueur |
| 1913-1914 | FGSPF Bourgogne | Vainqueur |

## L'entre-deux-guerres (1917-1941)
L'AJ Auxerre fait partie des 48 équipes fondatrices ayant joué la première Coupe de France créée en 1917.
En 1920, l'AJ Auxerre s'affilie à la FFF.
En 1929, l'AJ Auxerre devient champion de l'Yonne. 2 ans plus tard, l'équipe accède sportivement au championnat régional de Bourgogne.
Durant la Seconde Guerre mondiale marquant l'arrêt des compétitions régionales, l'AJ Auxerre est champion de l'Yonne en 1941.
| Saison    | Championnat                           | Championnat                           | Championnat                           | Championnat                           | Championnat                           | Championnat                           | CDF           |
| Saison    | Division                              | Résultat                              | J                                     | V                                     | N                                     | D                                     | Résultat      |
| --------- | ------------------------------------- | ------------------------------------- | ------------------------------------- | ------------------------------------- | ------------------------------------- | ------------------------------------- | ------------- |
| 1917-1918 | -                                     | -                                     | -                                     | -                                     | -                                     | -                                     | 32e de finale |
| 1918-1919 | -                                     | -                                     | -                                     | -                                     | -                                     | -                                     | 32e de finale |
| 1919-1920 | -                                     | -                                     | -                                     | -                                     | -                                     | -                                     | -             |
| 1920-1921 | -                                     | -                                     | -                                     | -                                     | -                                     | -                                     | 2e tour       |
| 1921-1922 | -                                     | -                                     | -                                     | -                                     | -                                     | -                                     | 2e tour       |
| 1922-1923 | -                                     | -                                     | -                                     | -                                     | -                                     | -                                     | 3e tour       |
| 1923-1924 | -                                     | -                                     | -                                     | -                                     | -                                     | -                                     | 1er tour      |
| 1924-1925 | -                                     | -                                     | -                                     | -                                     | -                                     | -                                     | -             |
| 1925-1926 | -                                     | -                                     | -                                     | -                                     | -                                     | -                                     | 1er tour      |
| 1926-1927 | -                                     | -                                     | -                                     | -                                     | -                                     | -                                     | -             |
| 1927-1928 | -                                     | -                                     | -                                     | -                                     | -                                     | -                                     | 3e tour       |
| 1928-1929 | Champion de l'Yonne                   | Champion de l'Yonne                   | Champion de l'Yonne                   | Champion de l'Yonne                   | Champion de l'Yonne                   | Champion de l'Yonne                   | 3e tour       |
| 1929-1930 | -                                     | -                                     | -                                     | -                                     | -                                     | -                                     | 3e tour       |
| 1930-1931 | Accession au championnat de Bourgogne | Accession au championnat de Bourgogne | Accession au championnat de Bourgogne | Accession au championnat de Bourgogne | Accession au championnat de Bourgogne | Accession au championnat de Bourgogne | 2e tour       |
| 1931-1932 | -                                     | -                                     | -                                     | -                                     | -                                     | -                                     | 1er tour      |
| 1932-1933 | DH Franche-Comté/Bourgogne            | -                                     | -                                     | -                                     | -                                     | -                                     | 1er tour      |
| 1933-1934 | DH Franche-Comté/Bourgogne            | 6e                                    | 14                                    | 5                                     | 1                                     | 8                                     | 1er tour      |
| 1934-1935 | DH Franche-Comté/Bourgogne            | -                                     | -                                     | -                                     | -                                     | -                                     | -             |
| 1935-1936 | DH Franche-Comté/Bourgogne            | -                                     | -                                     | -                                     | -                                     | -                                     | -             |
| 1936-1937 | PH Franche-Comté/Bourgogne            | -                                     | -                                     | -                                     | -                                     | -                                     | -             |
| 1937-1938 | PH Franche-Comté/Bourgogne            | -                                     | -                                     | -                                     | -                                     | -                                     | -             |
| 1938-1939 | PH Franche-Comté/Bourgogne            | -                                     | -                                     | -                                     | -                                     | -                                     | -             |
| 1939-1940 | Championnat inachevé                  | Championnat inachevé                  | Championnat inachevé                  | Championnat inachevé                  | Championnat inachevé                  | Championnat inachevé                  |               |
| 1940-1941 | Champion de l'Yonne                   | Champion de l'Yonne                   | Champion de l'Yonne                   | Champion de l'Yonne                   | Champion de l'Yonne                   | Champion de l'Yonne                   |               |

## Bilan en tableau
| Saison  | Div.         | Class.    | M.J. | Vic. | Nuls | Déf. | B.P. | B.C. | Dif. | Moy. Spec. | Coupe de France | Coupe de la Ligue | Coupes d'Europe            | Meilleurs buteurs en championnat                                              | Entraîneurs                                |
| ------- | ------------ | --------- | ---- | ---- | ---- | ---- | ---- | ---- | ---- | ---------- | --------------- | ----------------- | -------------------------- | ----------------------------------------------------------------------------- | ------------------------------------------ |
| 1945-46 | DH Bourgogne | 7e        | 18   | -    | -    | -    | -    | -    | -    | n.c.       | -               | -                 | -                          | -                                                                             | Jacques Boulard                            |
| 1946-47 | DH Bourgogne | 5e        | 18   | 8    | 3    | 7    | -    | -    | -    | n.c.       | 3e tour         | -                 | -                          | -                                                                             | Pierre Grosjean                            |
| 1947-48 | DH Bourgogne | 10e       | 18   | 2    | 2    | 14   | -    | -    | -    | n.c.       | 4e tour         | -                 | -                          | -                                                                             | Jean Pastel                                |
| 1948-49 | DH Bourgogne | 6e        | 18   | 6    | 4    | 8    | 38   | 48   | -10  | n.c.       | 2e tour         | -                 | -                          | -                                                                             | Jacques Boulard                            |
| 1949-50 | DH Bourgogne | 6e        | 22   | 9    | 5    | 8    | -    | -    | -    | n.c.       | 1er tour        | -                 | -                          | -                                                                             | Boulard & Bruneau                          |
| 1950-51 | DH Bourgogne | 3e        | 22   | 10   | 4    | 8    | 58   | 43   | +15  | n.c.       | 3e tour         | -                 | -                          | -                                                                             | Georges Hatz                               |
| 1951-52 | DH Bourgogne | 5e        | 24   | 10   | 6    | 8    | 59   | 34   | +25  | n.c.       | -               | -                 | -                          | -                                                                             | Georges Hatz                               |
| 1952-53 | DH Bourgogne | 9e        | 22   | 6    | 5    | 11   | 38   | 57   | -19  | n.c.       | -               | -                 | -                          | -                                                                             | Marc Olivier                               |
| 1953-54 | DH Bourgogne | 5e        | 22   | 11   | 1    | 10   | 52   | 63   | -11  | n.c.       | -               | -                 | -                          | -                                                                             | Pignault                                   |
| 1954-55 | DH Bourgogne | 11e       | 22   | 7    | 4    | 11   | 44   | 60   | -16  | n.c.       | -               | -                 | -                          | -                                                                             | Pignault                                   |
| 1955-56 | DH Bourgogne | 8e        | 22   | 8    | 4    | 10   | 57   | 64   | -7   | n.c.       | -               | -                 | -                          | -                                                                             | Pierre Meunier                             |
| 1956-57 | DH Bourgogne | 7e        | 24   | 10   | 3    | 11   | 41   | 51   | -10  | n.c.       | -               | -                 | -                          | -                                                                             | Jacques Boulard                            |
| 1957-58 | DH Bourgogne | 12e       | 22   | 4    | 5    | 13   | 31   | 58   | -27  | n.c.       | -               | -                 | -                          | -                                                                             | Jacques Boulard                            |
| 1958-59 | PH Bourgogne | 3e        | 22   | -    | -    | -    | -    | -    | -    | n.c.       | -               | -                 | -                          | -                                                                             | Joseph Holmann                             |
| 1959-60 | DH Bourgogne | 4e        | 22   | 10   | 6    | 6    | 38   | 29   | +9   | n.c.       | -               | -                 | -                          | -                                                                             | Christian Di Orio                          |
| 1960-61 | DH Bourgogne | 8e        | 22   | 8    | 6    | 8    | 40   | 35   | +5   | n.c.       | -               | -                 | -                          | -                                                                             | Christian Di Orio                          |
| 1961-62 | DH Bourgogne | 5e        | 22   | 9    | 5    | 8    | 38   | 33   | +5   | n.c.       | -               | -                 | -                          | -                                                                             | Guy Roux                                   |
| 1962-63 | DH Bourgogne | 11e       | 24   | 7    | 3    | 14   | 32   | 47   | -15  | n.c.       | -               | -                 | -                          | -                                                                             | Gagneux & Chevalier                        |
| 1963-64 | DH Bourgogne | 10e       | 22   | 10   | 0    | 12   | 29   | 38   | -9   | n.c.       | -               | -                 | -                          | -                                                                             | Gagneux & Chevalier                        |
| 1964-65 | DH Bourgogne | 5e        | 26   | 14   | 2    | 10   | 49   | 37   | +12  | n.c.       | -               | -                 | -                          | -                                                                             | Guy Roux                                   |
| 1965-66 | DH Bourgogne | 4e        | 22   | 14   | 1    | 7    | 56   | 29   | +27  | n.c.       | -               | -                 | -                          | -                                                                             | Guy Roux                                   |
| 1966-67 | DH Bourgogne | 4e        | 30   | 14   | 7    | 9    | 58   | 39   | +19  | n.c.       | -               | -                 | -                          | -                                                                             | Guy Roux                                   |
| 1967-68 | DH Bourgogne | 4e        | 26   | 11   | 7    | 8    | 47   | 34   | +13  | n.c.       | -               | -                 | -                          | -                                                                             | Guy Roux                                   |
| 1968-69 | DH Bourgogne | 4e        | 24   | 11   | 7    | 6    | 37   | 27   | +10  | n.c.       | -               | -                 | -                          | -                                                                             | Guy Roux                                   |
| 1969-70 | DH Bourgogne | Vainqueur | 22   | 15   | 6    | 1    | 59   | 14   | +35  | n.c.       | -               | -                 | -                          | -                                                                             | Guy Roux                                   |
| 1970-71 | D3 C         | 3e        | 24   | 11   | 8    | 5    | 33   | 24   | +9   | n.c.       | -               | -                 | -                          | -                                                                             | Guy Roux                                   |
| 1971-72 | D3 C         | 3e        | 26   | 12   | 7    | 7    | 40   | 36   | +4   | n.c.       | -               | -                 | -                          | -                                                                             | Guy Roux                                   |
| 1972-73 | D3 C         | 6e        | 30   | 14   | 4    | 12   | 40   | 37   | +3   | n.c.       | 1/32 f.         | -                 | -                          | -                                                                             | Guy Roux                                   |
| 1973-74 | D3 C         | 4e        | 30   | 13   | 11   | 6    | 39   | 20   | +19  | 2038       | -               | -                 | -                          | -                                                                             | Guy Roux                                   |
| 1974-75 | D2 A         | 10e       | 34   | 14   | 8    | 12   | 36   | 31   | +5   | 2153       | 1/32 f.         | -                 | -                          | Jacques Contassot 13 buts                                                     | Guy Roux                                   |
| 1975-76 | D2 B         | 10e       | 34   | 13   | 11   | 10   | 42   | 36   | +6   | 2678       | 1/16 f.         | -                 | -                          | André Truffaut & Alain Voegelin 10 buts                                       | Guy Roux                                   |
| 1976-77 | D2 A         | 5e        | 34   | 13   | 12   | 9    | 50   | 30   | +20  | 2642       | 1/16 f.         | -                 | -                          | Zbigniew Szlykowicz 14 buts                                                   | Guy Roux                                   |
| 1977-78 | D2 A         | 4e        | 34   | 17   | 7    | 10   | 49   | 36   | +13  | 1713       | 1/32 f.         | -                 | -                          | Serge Mesonès 14 buts                                                         | Guy Roux                                   |
| 1978-79 | D2 A         | 4e        | 34   | 19   | 4    | 11   | 56   | 38   | +18  | 2349       | Finale          | -                 | -                          | Jean-Marc Schaer 19 buts                                                      | Guy Roux                                   |
| 1979-80 | D2 B         | Vainqueur | 34   | 16   | 10   | 6    | 54   | 30   | +24  | 4656       | 1/4 f.          | -                 | -                          | Jean-Marc Schaer 17 buts                                                      | Guy Roux                                   |
| 1980-81 | D1           | 10e       | 38   | 10   | 16   | 12   | 46   | 52   | -6   | 8680       | 1/16 f.         | -                 | -                          | Andrzej Szarmach 17 buts                                                      | Guy Roux                                   |
| 1981-82 | D1           | 15e       | 38   | 15   | 12   | 15   | 43   | 58   | -15  | 7647       | 1/16 f.         | -                 | -                          | Andrzej Szarmach 27 buts                                                      | Guy Roux                                   |
| 1982-83 | D1           | 8e        | 38   | 12   | 14   | 12   | 56   | 48   | +8   | 8403       | 1/32 f.         | -                 | -                          | Andrzej Szarmach 24 buts                                                      | Guy Roux                                   |
| 1983-84 | D1           | 3e        | 38   | 21   | 7    | 10   | 59   | 33   | +26  | 9392       | 1/32 f.         | -                 | -                          | Andrzej Szarmach 20 buts                                                      | Guy Roux                                   |
| 1984-85 | D1           | 4e        | 38   | 18   | 11   | 9    | 53   | 39   | +14  | 8530       | 1/32 f.         | -                 | C3 : 1er tour              | Patrice Garande 13 buts                                                       | Guy Roux                                   |
| 1985-86 | D1           | 7e        | 38   | 16   | 9    | 13   | 45   | 39   | +6   | 7223       | 1/4 f.          | -                 | C3 : 1er tour              | Jean-Marc Ferreri 14 buts                                                     | Guy Roux                                   |
| 1986-87 | D1           | 4e        | 38   | 17   | 13   | 8    | 45   | 32   | +13  | 8823       | 1/8 f.          | -                 | -                          | Éric Cantona 17 buts                                                          | Guy Roux                                   |
| 1987-88 | D1           | 9e        | 38   | 12   | 15   | 11   | 37   | 29   | +8   | 8962       | 1/8 f.          | -                 | C3 : 1er tour              | Éric Cantona & Pascal Vahirua 10 buts                                         | Guy Roux                                   |
| 1988-89 | D1           | 5e        | 38   | 18   | 9    | 11   | 41   | 32   | +9   | 8916       | 1/2 f.          | -                 | -                          | Didier Monczuk 13 buts                                                        | Guy Roux                                   |
| 1989-90 | D1           | 6e        | 38   | 14   | 13   | 11   | 49   | 40   | +9   | 9213       | 1/16 f.         | -                 | C3 : 1/4 f.                | Kalman Kovacs 21 buts                                                         | Guy Roux                                   |
| 1990-91 | D1           | 3e        | 38   | 19   | 10   | 9    | 63   | 36   | +14  | 8742       | 1/8 f.          | -                 | -                          | Kalman Kovacs 17 buts                                                         | Guy Roux                                   |
| 1991-92 | D1           | 4e        | 38   | 16   | 12   | 10   | 55   | 32   | +23  | 7962       | 1/16 f.         | -                 | C3 : 2e tour               | Jean-Marc Ferreri 11 buts                                                     | Guy Roux                                   |
| 1992-93 | D1           | 6e        | 38   | 18   | 7    | 13   | 57   | 44   | +13  | 9942       | 1/32 f.         | -                 | C3 : 1/2 f.                | Gérald Baticle 17 buts                                                        | Guy Roux                                   |
| 1993-94 | D1           | 3e        | 38   | 18   | 10   | 10   | 54   | 29   | +25  | 9710       | Victoire        | -                 | C3 : 1er tour              | Christophe Cocard 14 buts                                                     | Guy Roux                                   |
| 1994-95 | D1           | 4e        | 38   | 15   | 17   | 6    | 59   | 34   | +25  | 8719       | 1/8 f.          | 1/16 f.           | C2 : 1/4 f.                | Lilian Laslandes 11 buts                                                      | Guy Roux                                   |
| 1995-96 | D1           | Vainqueur | 38   | 22   | 6    | 10   | 66   | 30   | +36  | 10 172     | Victoire        | 1/8 f.            | C3 : 2e tour               | Lilian Laslandes 15 buts                                                      | Guy Roux                                   |
| 1996-97 | D1           | 6e        | 38   | 17   | 10   | 11   | 49   | 32   | +17  | 8 474      | 1/8 f.          | 1/16 f.           | C1 : 1/4 f.                | Lilian Laslandes 13 buts                                                      | Guy Roux                                   |
| 1997-98 | D1           | 7e        | 34   | 14   | 9    | 11   | 55   | 45   | +10  | 8 735      | 1/16 f.         | 1/2 f.            | CI : Vainqueur C3 : 1/4 f. | Stéphane Guivarc'h 46 buts                                                    | Guy Roux                                   |
| 1998-99 | D1           | 14e       | 34   | 9    | 10   | 15   | 40   | 45   | - 5  | 10 925     | 1/32 f.         | 1/4 f.            | CI : 3e tour               | Stéphane Carnot 8 buts                                                        | Guy Roux                                   |
| 1999-00 | D1           | 8e        | 34   | 13   | 8    | 13   | 37   | 39   | -2   | 11 934     | 1/32 f.         | 1/16 f.           | -                          | Stéphane Guivarc'h 14 buts                                                    | Guy Roux                                   |
| 2000-01 | D1           | 13e       | 34   | 11   | 8    | 15   | 31   | 41   | -10  | 10 513     | 1/4 f.          | 1/8 f.            | CI : Finale                | Stéphane Guivarc'h 16 buts                                                    | Daniel Rolland puis Guy Roux               |
| 2001-02 | D1           | 3e        | 34   | 16   | 11   | 7    | 48   | 38   | +10  | 12 138     | 1/32 f.         | 1/8 f.            | -                          | Djibril Cissé 24 buts                                                         | Alain Fiard puis Guy Roux                  |
| 2002-03 | L1           | 6e        | 38   | 18   | 10   | 10   | 38   | 29   | +9   | 10 973     | Victoire        | 1/16 f.           | C1 : 3e poules C3 : 1/8 f. | Djibril Cissé 21 buts                                                         | Guy Roux                                   |
| 2003-04 | L1           | 4e        | 38   | 19   | 8    | 11   | 60   | 34   | +26  | 12 654     | 1/8 f.          | 1/2 f.            | C3 : 1/8 f.                | Djibril Cissé 30 buts                                                         | Guy Roux                                   |
| 2004-05 | L1           | 8e        | 38   | 14   | 10   | 14   | 48   | 47   | +1   | 11 372     | Victoire        | 1/4 f.            | C3 : 1/4 f.                | Bonaventure Kalou 18 buts                                                     | Guy Roux                                   |
| 2005-06 | L1           | 6e        | 38   | 17   | 8    | 13   | 50   | 39   | +11  | 10 668     | 1/16 f.         | 1/8 f.            | C3 : 1er tour              | Luigi Pieroni 14 buts                                                         | Jacques Santini                            |
| 2006-07 | L1           | 8e        | 38   | 13   | 15   | 10   | 41   | 41   | 0    | 10 395     | 1/32 f.         | 1/8 f.            | C3 : 4e poules             | Ireneusz Jelen 14 buts                                                        | Jean Fernandez                             |
| 2007-08 | L1           | 15e       | 38   | 12   | 8    | 18   | 33   | 52   | -19  | 10 591     | 1/16 f.         | 1/2 f.            | -                          | Daniel Niculae 11 buts                                                        | Jean Fernandez                             |
| 2008-09 | L1           | 8e        | 38   | 16   | 7    | 15   | 35   | 35   | 0    | 12 914     | 1/32 f.         | 1/8 f.            | -                          | Ireneusz Jelen 14 buts                                                        | Jean Fernandez                             |
| 2009-10 | L1           | 3e        | 38   | 20   | 11   | 7    | 42   | 29   | +13  | 12 338     | 1/4 f.          | 1/16 f.           | -                          | Ireneusz Jelen 18 buts                                                        | Jean Fernandez                             |
| 2010-11 | L1           | 9e        | 38   | 10   | 19   | 9    | 45   | 41   | +4   | 11 302     | 1/32 f.         | 1/2 f.            | C1 : 4e poules             | Benoît Pedretti, Valter Birsa, Ireneusz Jelen 6 buts                          | Jean Fernandez                             |
| 2011-12 | L1           | 20e       | 38   | 7    | 13   | 18   | 46   | 57   | -11  | 12 123     | 1/16 f.         | 1/8 f.            | -                          | Dennis Oliech 10 buts                                                         | Laurent Fournier puis Jean-Guy Wallemme    |
| 2012-13 | L2           | 9e        | 38   | 13   | 10   | 15   | 51   | 53   | -2   | 5 933      | 7e tour         | 1/8 f.            | -                          | Paul-Georges Ntep 10 buts                                                     | Jean-Guy Wallemme puis Bernard Casoni      |
| 2013-14 | L2           | 16e       | 38   | 10   | 13   | 15   | 35   | 45   | -10  | 5 639      | 1/8 f.          | 1/8 f.            | -                          | Paul-Georges Ntep 12 buts                                                     | Bernard Casoni puis Jean-Luc Vannuchi      |
| 2014-15 | L2           | 9e        | 38   | 12   | 16   | 10   | 48   | 42   | +6   | 6 077      | Finale          | 1/16 f.           | -                          | Julien Viale et Vincent Gragnic 9 buts                                        | Jean-Luc Vannuchi                          |
| 2015-16 | L2           | 8e        | 38   | 15   | 10   | 13   | 47   | 46   | +1   | 5 381      | 7e tour         | 1/16 f.           | -                          | Gaëtan Courtet 11 buts                                                        | Jean-Luc Vannuchi                          |
| 2016-17 | L2           | 17e       | 38   | 11   | 10   | 17   | 28   | 40   | -12  | 6 077      | 1/8 f.          | 1/16 f.           | -                          | Gaëtan Courtet 10 buts                                                        | Viorel Moldovan puis Cédric Daury          |
| 2017-18 | L2           | 11e       | 38   | 13   | 8    | 17   | 51   | 55   | -4   | 6 003      | 1/8 f.          | 1er tour          | -                          | Romain Philippoteaux 11 buts                                                  | Francis Gillot puis Pablo Correa           |
| 2018-19 | L2           | 15e       | 38   | 10   | 11   | 17   | 34   | 36   | -2   | 6 207      | 7e tour         | 1/16 f.           | -                          | Daniel Mancini, Rémy Dugimont, Mohamed Yattara et Romain Philippoteaux 4 buts | Pablo Correa puis Cédric Daury             |
| 2019-20 | L2           | 11e       | 28   | 8    | 10   | 10   | 31   | 30   | +1   | 5 710      | 8e tour         | 1er tour          | -                          | Rémy Dugimont 6 buts                                                          | Jean-Marc Furlan                           |
| 2020-21 | L2           | 6e        | 38   | 16   | 14   | 8    | 64   | 43   | +21  | 5 046      | 1/32 f.         | -                 | -                          | Mickaël Le Bihan 19 buts                                                      | Jean-Marc Furlan                           |
| 2021-22 | L2           | 3e        | 38   | 21   | 11   | 6    | 61   | 39   | +22  | 8 678      | 1/32 f.         | -                 | -                          | Gaëtan Charbonnier 17 buts                                                    | Jean-Marc Furlan                           |
| 2022-23 | L1           | 17e       | 38   | 8    | 11   | 19   | 35   | 63   | -28  | 15 606     | 1/8 f.          | -                 | -                          | Mbaye Niang 6 buts                                                            | Jean-Marc Furlan puis Christophe Pélissier |
| 2023-24 | L2           | Vainqueur | 38   | 21   | 11   | 6    | 72   | 36   | +36  | 14 936     | 1/32 f.         | -                 | -                          | Ado Onaiwu 15 buts                                                            | Christophe Pélissier                       |
| 2024-25 | L1           | 11e       | 34   | 11   | 9    | 14   | 48   | 51   | -3   | 16 635     | 1/32 f.         | -                 | -                          | Gaëtan Perrin, Hamed Junior Traoré 10 buts                                    | Christophe Pélissier                       |
| 2025-26 | L1           |           |      |      |      |      |      |      |      |            |                 | -                 | -                          |                                                                               | Christophe Pélissier                       |
| Saison  | Div.         | Class.    | M.J. | Vic. | Nuls | Déf. | B.P. | B.C. | Dif. | Moy. Spec. | Coupe de France | Coupe de la Ligue | Coupes d'Europe            | Meilleurs Buteurs en Championnat                                              | Entraîneurs                                |

## Parcours en Coupe de France
Ce tableau récapitule les résultats de l'AJ Auxerre en Coupe de France depuis 1980-1981, saison de la première participation de l'AJ Auxerre à la Division 1.
| Saison    | 7e tour                                            | 8e tour                             | 32e de finale                                     | 16e de finale                               | 8e de finale                                   | Quart de finale                              | Demi-finale                                 | Finale / (Vainqueur)           |
| --------- | -------------------------------------------------- | ----------------------------------- | ------------------------------------------------- | ------------------------------------------- | ---------------------------------------------- | -------------------------------------------- | ------------------------------------------- | ------------------------------ |
| 1980-1981 |                                                    |                                     | AJ Auxerre 2-0 RCFC Besançon                      | SEC Bastia 3-2 (2-1, 1-1) AJ Auxerre        |                                                |                                              |                                             | (SEC Bastia)                   |
| 1981-1982 |                                                    |                                     | AJ Auxerre 2-0 Véloce vannetais                   | AJ Auxerre 3-4 (2-1, 1-3) Tours FC          |                                                |                                              |                                             | (Paris SG)                     |
| 1982-1983 |                                                    |                                     | AS Saint-Étienne 1-0 AJ Auxerre                   |                                             |                                                |                                              |                                             | (Paris SG)                     |
| 1983-1984 |                                                    |                                     | AS Saint-Étienne 1-0 AJ Auxerre                   |                                             |                                                |                                              |                                             | (FC Metz)                      |
| 1984-1985 |                                                    |                                     | FC Metz 0-0 (4-3 t.a.b.) AJ Auxerre               |                                             |                                                |                                              |                                             | (AS Monaco)                    |
| 1985-1986 |                                                    |                                     | AJ Auxerre 3-0 US Pont L'Abbé                     | AJ Auxerre 2-0 (1-0, 1-0) FC Sochaux        | Brest Armorique 2-5 (2-4, 0-1) AJ Auxerre      | AJ Auxerre 2-3 (1-1, 1-2) Stade rennais      |                                             | (Girondins de Bordeaux)        |
| 1986-1987 |                                                    |                                     | AJ Auxerre 2-0 Chamois Niortais                   | US Baumoise 0-10 (0-5, 0-5) AJ Auxerre      | Lille OSC 5-2 (3-0, 2-2) AJ Auxerre            |                                              |                                             | (Girondins de Bordeaux)        |
| 1987-1988 |                                                    |                                     | AJ Auxerre 2-0 US Valenciennes                    | AJ Auxerre 1-0 (1-0, 0-0) FC Nantes         | Lille OSC 2-2 (1-0, 1-2) AJ Auxerre            |                                              |                                             | (FC Metz)                      |
| 1988-1989 |                                                    |                                     | AJ Auxerre 3-0 Chamois Niortais                   | FC Grenoble 2-5 (1-2, 1-3) AJ Auxerre       | OGC Nice 1-5 (1-2, 0-3) AJ Auxerre             | AS Beauvais 1-2 (1-2, 0-0) AJ Auxerre        | O. de Marseille 3-0 (2-0, 1-0) AJ Auxerre   | (Olympique de Marseille)       |
| 1989-1990 |                                                    |                                     | AJ Auxerre 1-0 AS Red Star 93                     | FC Nantes 2-1 AJ Auxerre                    |                                                |                                              |                                             | (Montpellier HSC)              |
| 1990-1991 |                                                    |                                     | O. St-Quentinois 0-2 AJ Auxerre                   | AJ Auxerre 1-0 AS Saint-Étienne             | FC Sochaux 1-1 (9-8 t.a.b.) AJ Auxerre         |                                              |                                             | (AS Monaco)                    |
| 1991-1992 |                                                    |                                     | FC Metz 0-2 AJ Auxerre                            | AJ Auxerre 2-2 (1-4 t.a.b.) AS Monaco       |                                                |                                              |                                             |                                |
| 1992-1993 |                                                    |                                     | Toulouse FC 1-0 AJ Auxerre                        |                                             |                                                |                                              |                                             | (Paris SG)                     |
| 1993-1994 |                                                    |                                     | GSI Pontivy 0-3 AJ Auxerre                        | AJ Auxerre 4-2 CS Sedan Ard.                | FC Sète 1-4 AJ Auxerre                         | Racing 92 1-2 AJ Auxerre                     | AJ Auxerre 1-0 FC Nantes                    | AJ Auxerre 3-0 Montpellier HSC |
| 1994-1995 |                                                    |                                     | La Roche VF 0-2 AJ Auxerre                        | AJ Auxerre 0-0 (4-3 t.a.b.) RC Lens         | AJ Auxerre 1-2 Gir. de Bordeaux                |                                              |                                             | (Paris SG)                     |
| 1995-1996 |                                                    |                                     | O. lyonnais 0-1 AJ Auxerre                        | Le Mans UC 72 0-2 AJ Auxerre                | AJ Auxerre 3-1 Paris SG                        | ASOA Valence 0-2 AJ Auxerre                  | O. de Marseille 1-1 (1-3 t.a.b.) AJ Auxerre | AJ Auxerre 2-1 Nîmes Olympique |
| 1996-1997 |                                                    |                                     | Vervins 0-6 AJ Auxerre                            | AJ Auxerre 0-0 (5-4 t.a.b.) RC Lens         | ATAC Troyes 1-0 AJ Auxerre                     |                                              |                                             | (OGC Nice)                     |
| 1997-1998 |                                                    |                                     | ES Segré 1-2 AJ Auxerre                           | FC Mulhouse 2-1 AJ Auxerre                  |                                                |                                              |                                             | (Paris SG)                     |
| 1998-1999 |                                                    |                                     | O. de Marseille 2-0 AJ Auxerre                    |                                             |                                                |                                              |                                             | (FC Nantes)                    |
| 1999-2000 |                                                    |                                     | Amiens SC 1-0 AJ Auxerre                          |                                             |                                                |                                              |                                             | (FC Nantes)                    |
| 2000-2001 |                                                    |                                     | AJ Auxerre 1-0 Lille OSC                          | Paris SG 0-4 AJ Auxerre                     | Vannes OC 1-2 AJ Auxerre                       | FC Nantes 4-1 a. p. AJ Auxerre               |                                             | (RC Strasbourg)                |
| 2001-2002 |                                                    |                                     | AS Saint-Priest 0-0 (5-4 t. a. b.) AJ Auxerre     |                                             |                                                |                                              |                                             | (FC Lorient)                   |
| 2002-2003 |                                                    |                                     | SM Caen 1-2 AJ Auxerre                            | CSO Amneville 0-3 AJ Auxerre                | FC Bourg-Péronnas 1-3 AJ Auxerre               | AS Angoulême 0-0 (2-4 t. a. b.) AJ Auxerre   | AJ Auxerre 2-1 Stade rennais                | AJ Auxerre 2-1 Paris SG        |
| 2003-2004 |                                                    |                                     | AJ Auxerre 2-0 FC Sochaux                         | AJ Auxerre 2-0 Montpellier HSC              | ESA Brive 1-0 AJ Auxerre                       |                                              |                                             | (Paris SG)                     |
| 2004-2005 |                                                    |                                     | Calais RUFC 0-1 AJ Auxerre                        | Vannes OC 0-2 AJ Auxerre                    | AJ Auxerre 3-2 Paris SG                        | US Boulogne 1-2 a. p. AJ Auxerre             | AJ Auxerre 2-1 Nîmes Olympique              | AJ Auxerre 2-1 CS Sedan Ard.   |
| 2005-2006 |                                                    |                                     | O. Noisy-le-Sec 0-1 AJ Auxerre                    | Paris SG 1-0 AJ Auxerre                     |                                                |                                              |                                             | (Paris SG)                     |
| 2006-2007 |                                                    |                                     | AJ Auxerre 2-2 (4-5 t. a. b.) Chamois niortais FC |                                             |                                                |                                              |                                             | (FC Sochaux)                   |
| 2007-2008 |                                                    |                                     | AJ Auxerre 3-2 a. p. AS Saint-Étienne             | SC Bastia 3-0 AJ Auxerre                    |                                                |                                              |                                             | (Olympique lyonnais)           |
| 2008-2009 |                                                    |                                     | AC Ajaccio 1-1 (3-1 t. a. b.) AJ Auxerre          |                                             |                                                |                                              |                                             | (EA Guingamp)                  |
| 2009-2010 |                                                    |                                     | Amiens SCF 0-1 AJ Auxerre                         | AJ Auxerre 1-1 (3-0 t. a. b.) CS Sedan Ard. | AJ Auxerre 4-0 Stade plabennécois              | AJ Auxerre 0-0 (5-6 t. a. b.) Paris SG       |                                             | (Paris SG)                     |
| 2010-2011 |                                                    |                                     | ES Wasquehal 2-1 AJ Auxerre                       |                                             |                                                |                                              |                                             | (Lille OSC)                    |
| 2011-2012 |                                                    |                                     | FC Chambly Thelle 0-1 a. p. AJ Auxerre            | AJ Auxerre 1-2 LB Châteauroux               |                                                |                                              |                                             | (Olympique lyonnais)           |
| 2012-2013 | Bourg-Péronnas 1-0 AJ Auxerre                      |                                     |                                                   |                                             |                                                |                                              |                                             | (Girondins de Bordeaux)        |
| 2013-2014 | Kœtzingue 1-4 a. p. AJ Auxerre                     | AJ Auxerre 3-1 AS Nancy-L.          | Marcq-en-Barœul 2-6 AJ Auxerre                    | AJ Auxerre 3-2 Dijon FCO                    | AJ Auxerre 0-1 Stade rennais                   |                                              |                                             | (EA Guingamp)                  |
| 2014-2015 | Dinsheim 0-3 AJ Auxerre                            | Sarreguemines 0-4 AJ Auxerre        | AJ Auxerre 1-0 FC Strasbourg                      | Jura Sud Foot 0-1 AJ Auxerre                | Le Poiré-sur-Vie 1-1 (5-6 t. a. b.) AJ Auxerre | Stade brestois 0-0 (2-4 t. a. b.) AJ Auxerre | AJ Auxerre 1-0 EA Guingamp                  | AJ Auxerre 0-1 Paris SG        |
| 2015-2016 | Limoges FC 2-1 AJ Auxerre                          |                                     |                                                   |                                             |                                                |                                              |                                             | (Paris SG)                     |
| 2016-2017 | US Saint-Sernin 1-4 AJ Auxerre                     | Cluses Scionzier FC 1-4 AJ Auxerre  | AJ Auxerre 4-2 a. p. ESTAC Troyes                 | AJ Auxerre 3-0 a. p. AS Saint-Étienne       | Fréjus St-Raphaël 2-0 AJ Auxerre               |                                              |                                             | (Paris SG)                     |
| 2017-2018 | FC Chamalières 1-3 AJ Auxerre                      | ASF Andrézieux 1-2 a. p. AJ Auxerre | SC Schiltigheim 1-5 AJ Auxerre                    | FC Nantes 3-4 AJ Auxerre                    | AJ Auxerre 0-3 Les Herbiers                    |                                              |                                             | (Paris SG)                     |
| 2018-2019 | Angoulême CFC 1-0 AJ Auxerre                       |                                     |                                                   |                                             |                                                |                                              |                                             | (Stade rennais FC)             |
| 2019-2020 | US Charitoise 0-4 AJ Auxerre                       | Hombourg-Haut 2-1 AJ Auxerre        |                                                   |                                             |                                                |                                              |                                             | (Paris SG)                     |
| 2020-2021 |                                                    | AJ Auxerre 1-0 ESTAC Troyes         | AJ Auxerre 0-2 O. de Marseille                    |                                             |                                                |                                              |                                             | (Paris SG)                     |
| 2021-2022 | FC Limonest Dardilly St-Didier 2-4 AJ Auxerre      | Chambéry Savoie 4-6 AJ Auxerre      | Lille OSC 3-1 AJ Auxerre                          |                                             |                                                |                                              |                                             | (FC Nantes)                    |
| 2022-2023 |                                                    |                                     | USL Dunkerque 2-2 (4-5 t. a. b.) AJ Auxerre       | Chamois niortais FC 0-4 AJ Auxerre          | AJ Auxerre 2-3 Rodez AF                        |                                              |                                             | (Toulouse FC)                  |
| 2023-2024 | US Le Pays du Valois 0-0 (2-4 t. a. b.) AJ Auxerre | FC Saint-Méziery 1-4 AJ Auxerre     | OGC Nice 0-0 (4-2 t. a. b.) AJ Auxerre            |                                             |                                                |                                              |                                             | (Paris SG)                     |
| 2024-2025 |                                                    |                                     | AJ Auxerre 0-1 USL Dunkerque                      |                                             |                                                |                                              |                                             | (Paris SG)                     |

## Parcours en Coupe de la Ligue
Ce tableau récapitule les résultats de l'AJ Auxerre en Coupe de la Ligue.
| Saison    | 1er tour                                  | 2e tour                                 | 16e de finale                               | 8e de finale                             | Quart de finale                       | Demi-finale                               | Finale / (Vainqueur) |
| --------- | ----------------------------------------- | --------------------------------------- | ------------------------------------------- | ---------------------------------------- | ------------------------------------- | ----------------------------------------- | -------------------- |
| 1994-1995 |                                           |                                         | Paris SG 1-0 AJ Auxerre                     |                                          |                                       |                                           | (Paris SG)           |
| 1995-1996 |                                           |                                         | AJ Auxerre 2-0 RC Lens                      | AS Monaco 2-0 AJ Auxerre                 |                                       |                                           | (Metz)               |
| 1996-1997 |                                           |                                         | O. Marseille 3-2 AJ Auxerre                 |                                          |                                       |                                           | (Strasbourg)         |
| 1997-1998 |                                           |                                         | AJ Auxerre 3-0 EA Guingamp                  | AJ Auxerre 3-1 a. p. Toulouse FC         | O. Marseille 2-3 AJ Auxerre           | G. Bordeaux 2-2 (4-2 t. a. b.) AJ Auxerre | (Paris SG)           |
| 1998-1999 |                                           |                                         | Chamois niortais FC 0-1 AJ Auxerre          | Amiens SC 1-2 AJ Auxerre                 | AJ Auxerre 0-1 FC Sochaux             |                                           | (Lens)               |
| 1999-2000 |                                           |                                         | AJ Auxerre 0-0 (4-5 t. a. b.) AS Monaco     |                                          |                                       |                                           | (Gueugnon)           |
| 2000-2001 |                                           |                                         | AJ Auxerre 2-0 Red Star                     | AS Saint-Étienne 2-0 AJ Auxerre          |                                       |                                           | (Lyon)               |
| 2001-2002 |                                           |                                         | Stade lavallois 0-3 AJ Auxerre              | FC Lorient 1-0 AJ Auxerre                |                                       |                                           | (Bordeaux)           |
| 2002-2003 |                                           |                                         | AS Monaco 1-0 AJ Auxerre                    |                                          |                                       |                                           | (Monaco)             |
| 2003-2004 |                                           |                                         | AJ Auxerre 1-0 Stade rennais                | ES Troyes AC 0-3 AJ Auxerre              | FC Gueugnon 0-1 AJ Auxerre            | FC Nantes 0-0 (5-4 t. a. b.) AJ Auxerre   | (Sochaux)            |
| 2004-2005 |                                           |                                         | Stade rennais 1-1 (3-5 t. a. b.) AJ Auxerre | AJ Auxerre 2-1 FC Nantes                 | AJ Auxerre 1-1 (5-6 t. a. b.) SM Caen |                                           | (Strasbourg)         |
| 2005-2006 |                                           |                                         | RC Lens 2-3 AJ Auxerre                      | AJ Auxerre 1-1 (1-4 t. a. b.) Le Mans UC |                                       |                                           | (Nancy)              |
| 2006-2007 |                                           |                                         | AJ Auxerre 2-0 RC Strasbourg                | AJ Auxerre 0-1 G. Bordeaux               |                                       |                                           | (Bordeaux)           |
| 2007-2008 |                                           |                                         | AJ Auxerre 1-0 a. p. AS Saint-Étienne       | AJ Auxerre 6-2 a. p. OGC Nice            | AJ Auxerre 1-0 O. Marseille           | Paris SG 3-2 AJ Auxerre                   | (Paris SG)           |
| 2008-2009 |                                           |                                         | AJ Auxerre 1-1 (6-5 t. a. b.) Toulouse FC   | Vannes OC 2-0 AJ Auxerre                 |                                       |                                           | (Bordeaux)           |
| 2009-2010 |                                           |                                         | CS Sedan 3-1 AJ Auxerre                     |                                          |                                       |                                           | (O. Marseille)       |
| 2010-2011 |                                           |                                         | Exempt                                      | AJ Auxerre 4-0 SC Bastia                 | AJ Auxerre 2-0 AS Saint-Étienne       | AJ Auxerre 0-2 O. Marseille               | (O. Marseille)       |
| 2011-2012 |                                           |                                         | Nancy 1-2 AJ Auxerre                        | AJ Auxerre 1-2 SM Caen                   |                                       |                                           | (Marseille)          |
| 2012-2013 | Amiens SC 1-2 AJ Auxerre                  | AJ Auxerre 2-1 Dijon FCO                | AJ Auxerre 2-0 Angers SCO                   | SC Bastia 1-0 AJ Auxerre                 |                                       |                                           | (Saint-Étienne)      |
| 2013-2014 | Stade brestois 29 1-4 AJ Auxerre          | SM Caen 0-3 AJ Auxerre                  | LOSC Lille 0-1 a. p. AJ Auxerre             | FC Nantes 1-0 AJ Auxerre                 |                                       |                                           | (Paris SG)           |
| 2014-2015 | US Orléans 1-1 (3-4 t. a. b.) AJ Auxerre  | AJ Auxerre 3-0 AS Nancy                 | SC Bastia 3-1 AJ Auxerre                    |                                          |                                       |                                           | (Paris SG)           |
| 2015-2016 | AJ Auxerre 1-0 Red Star                   | CA Bastia 1-1 (0-3 t. a. b.) AJ Auxerre | Toulouse FC 3-3 (2-1 t. a. b.) AJ Auxerre   |                                          |                                       |                                           | (Paris SG)           |
| 2016-2017 | AJ Auxerre 2-2 (5-4 t. a. b.) FBBP 01     | AJ Auxerre 2-0 RC Strasbourg Alsace     | Toulouse FC 1-0 AJ Auxerre                  |                                          |                                       |                                           | (Paris SG)           |
| 2017-2018 | Red Star FC 1-1 (6-5 t. a. b.) AJ Auxerre |                                         |                                             |                                          |                                       |                                           | (Paris SG)           |
| 2018-2019 | AJ Auxerre 3-1 Gazélec FC Ajaccio         | AJ Auxerre 2-1 LB Châteauroux           | OGC Nice 3-2 AJ Auxerre                     |                                          |                                       |                                           | (Strasbourg)         |
| 2019-2020 | AJ Auxerre 0-0 (5-6 t. a. b.) AS Béziers  |                                         |                                             |                                          |                                       |                                           | (Paris SG)           |

### Site officiel de l'AJ Auxerre
1. 1 2 3 4 5  « Histoire », site de l'AJ Auxerre. Consulté le 27 juillet 2024

### Autres
- Bilan de l'AJ Auxerre, footballenfrance.fr
- AJ Auxerre, lfp.fr